# Cykling under sommer-OL 2012 – holdsprint mænd
Mændenes holdsprint ved Sommer-OL 2012 blev kørt den 2. august 2012 på London Velopark.

## Finaler

### Bronze - finalen
| Placering | Land             | Ryttere                                         | Resultat | Note |
| --------- | ---------------- | ----------------------------------------------- | -------- | ---- |
| 3         | Tyskland (GER)   | René Enders Robert Förstemann Maximilian Levy   | 43.209   |      |
| 4         | Australien (AUS) | Matthew Glaetzer Shane Perkins Scott Sunderland | 43.355   |      |

### Guld finalen
| Placering | Land                 | Ryttere                                      | Resultat | Note |
| --------- | -------------------- | -------------------------------------------- | -------- | ---- |
| 1         | Storbritannien (GBR) | Philip Hindes Chris Hoy Jason Kenny          | 42.600   | WR   |
| 2         | Frankrig (FRA)       | Grégory Baugé Michaël D'Almeida Kévin Sireau | 43.013   |      |